# Pensamiento ilusorio

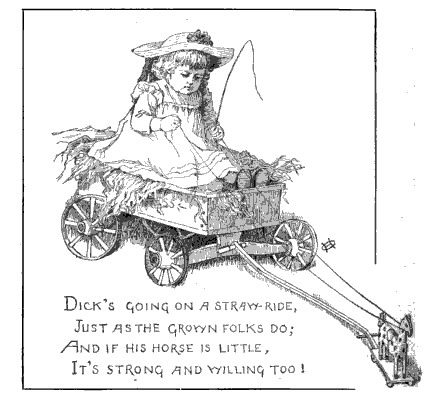
Ilustración de St. Nicholas: an Illustrated Magazine for Young Folks (1884) de un niño imaginando que un pequeño caballo de juguete podría tirar de su carro.

El pensamiento ilusorio es la formación de ideas, creencias o la toma de decisiones en función de lo que a una persona le gustaría creer o le generaría felicidad imaginar, en lugar de apelar a la evidencia, la racionalidad o la realidad. Como actitud puede considerarse similar al voluntarismo.

## En la psicología
Las investigaciones han demostrado que, si las circunstancias permanecen iguales, los sujetos predecirán que los resultados positivos son más probables que los negativos. Sin embargo, las investigaciones sugieren que, en ciertas circunstancias, como, por ejemplo; cuando aumentan las amenazas, ocurre el fenómeno inverso.
Algunos psicólogos creen que el pensamiento positivo puede influir positivamente sobre el comportamiento, y generar así mejores resultados. Esto se denomina el «efecto Pigmalión»
Christopher Booker describió las ilusiones de la siguiente manera:

«el ciclo de fantasía»… un patrón que se presenta una y otra vez en nuestras vidas, en la política, en la historia… y en las historias. Cuando comenzamos a comportarnos llevados inconscientemente por una fantasía, todo parece estar bien por un rato, en lo que podríamos denominar la «etapa del sueño». Sin embargo, debido a que este hacer creer no puede reconciliarse nunca con la realidad, nos lleva a la «etapa de la frustración» cuando las cosas comienzan a funcionar mal, y genera un esfuerzo más decidido a conservar la fantasía. Conforme la realidad nos presiona, nos conduce hacia una «etapa de pesadilla», pues todo funciona mal, y culmina en una «explosión de la realidad», cuando la fantasía finalmente se desvanece.